# 北川翔
北川 翔（きたがわ　しょう、1984年1月16日 - ）は、日本のバラライカ奏者、北川記念ロシア民族楽器オーケストラ音楽監督、指揮者。
祖父はロシア民謡研究家で合唱指揮者の北川剛、父は日本人初のプロバラライカ奏者北川つとむ。2008年国際ロシア民族楽器コンクールで、日本人で初めて（外国人初）優勝した。

## 略歴
東京都目黒区出身。埼玉県入間市で育つ。ロシア民謡研究家であった北川剛を祖父に、バラライカ奏者であった北川つとむを父に持ち、幼少よりロシアの音楽に親しむ。
バラライカを北川つとむ、ピアノを新井雅代、作曲・編曲法を中島克磨らに師事。
- 2001年、東京バラライカアンサンブルに ドムラ奏者として入団、ロシア公演に参加。
- 2004年、ロシア国立ラフマニノフ記念ロストフ音楽院に特別奨学生として入学。バラライカをアレクサンドル＝ダニーロフ、シンフォニー・オペラ指揮法をアレクサンドル＝ゴンチャロフ、セミョーン＝コーガン、編曲をゲンナージー＝タルスチェンコらに師事。
- 2005年、日本人初となる、ロシアでのバラライカソロリサイタルを開催（ロストフ音楽院小ホール）。
- 2006年2月、A.ダニーロフ教授還暦記念演奏会（ロストフ州立フィルハーモニー）、P.ネチェポレンコ90歳記念フェスティバル「錚々たる楽器製作者達」（モスクワ、グネーシン記念ロシア音楽アカデミー）に出演。
- 2006年4月、日本ソロデビューリサイタルを開催（東京、カザルスホール）。
- 2007年7月、自主制作アルバム『Sounds of Balalaika』発表。
- 2008年4月、ソロリサイタルを開催（ロストフ州立フィルハーモニー）。
- 2008年8月、第2回ソロリサイタルを開催（東京文化会館）。
- 2008年11月、第7回国際ロシア民族楽器コンクール＜ベロゴーリエ杯＞バラライカ部門第1位（ベロゴロド市）。
- 2009年、北川記念ロシア民族楽器オーケストラを設立。指揮、編曲を務める。
- 2009年、日本屈指のアコーディオン奏者、大田智美とデュオを組み全国各地での公演をスタートする。
- 2009年12月、「北川翔バラライカコンサート in X’mas」を開催（日本大学カザルスホール ）。バラライカの演奏だけではなく、北川記念ロシア民族楽器オーケストラの指揮も務める。
- 2010年9月、（株）音楽センターよりメジャーアルバム『バラライカ』発表。
- 2011年11月、国立モスクワ合唱団と共演（V.ミーニン指揮）。
- 2011年12月、デビュー5周年記念リサイタルをロシアにて開催。
- 2012年、バラライカ、アコーディオン、コントラバスバラライカ、パーカッションという編成のBalalaiQuartet-ばららいかるてっと-を結成し新しいアレンジでのロシア民謡や、オリジナル曲の発表を積極的に取り組む。
- 2013年、北川記念ロシア民族楽器オーケストラを連れて、国際ロシア民族楽器フェスティバル（モスクワ）に出演。聴衆だけでなく、現地のマスコミからも絶賛を浴び、TV、新聞でも大きく取り上げられた。
- 2013年6月、（株）音楽センターよりBalalaiQuartet-ばららいかるてっと-での1stアルバム「BalalaiQuartet」を発表。
- 2013年6月、北川翔オフィシャルファンクラブ主催、「BalalaiQuartet」CD発売記念先行ライブを開催（南青山MANDALA）。
- 2013年8月、BalalaiQuartet 1st アルバム発売記念コンサートを開催（東京文化会館・小ホール）。こちらを皮切りに東京、神奈川、兵庫などで公演が行われる。
- 2013年9月、井上鑑プロデュース「連歌・鳥の歌」プロジェクトにばららいかるてっととして参加。
- 2014年2月、「北川翔プレゼンツ ロシア民族音楽の祭典 vol.1」を開催（ティアラこうとう・大ホール）。バラライカの演奏だけではなく、北川記念ロシア民族楽器オーケストラ、合唱団白樺の指揮も務める。
- 2014年9月、「北川記念ロシア民族楽器オーケストラ 創立5周年演奏会 家族」を開催（めぐろパーシモンホール・大ホール）。オーケストラ、合唱団の指揮を務める。
- 2015年1月、NHK交響楽団第1800回定期公演Cプログラムに出演（NHKホール）。演目はリムスキー・コルサコフ、組曲「見えない町キーテジの物語」。
- 2015年10月、「第3回北川翔バラライカリサイタル」を開催（トッパンホール）。
- 2016年2月、国際ロシア民族楽器フェスティバルに出演（モスクワ）。スプートニク (通信社)から取材を受け、在ロシア日本国大使館のFacebookページでも取り上げられる。本番の様子はTBSテレビの情報番組でも放映される。
- 2017年2月、「北川記念ロシア民族楽器オーケストラ 特別公演 白銀の大地から桜咲く郷へ」を開催（所沢市民文化センター・ミューズマーキーホール）。指揮、バラライカ演奏のほかに、ロシアの民族楽器ドムラも演奏する。
- 2017年10月、「アンドレーエフ記念 国際ロシア民族楽器音楽フェスティバル」（ロシア トヴェリ州）から招聘され、北川記念ロシア民族楽器オーケストラと一緒に出演。現地のメディアからの取材、記者会見、ラジオの生出演など、多大なる取材を受ける。インタビュー、演奏の様子は、現地のTVでも放映される。
- 2018年1月より加藤登紀子のコンサートツアーに参加。全国各地で演奏する。
- 2018年、ロシアでの民族楽器コンクールの審査員に日本人バラライカ奏者として初めて選ばれる。
- 2019年10月27日、「北川記念ロシア民族楽器オーケストラ 創立10周年記念演奏会 ～軌跡～」を開催（ティアラこうとう・大ホール）。オーケストラ、合唱団の指揮、バラライカのコンチェルト曲も演奏する。
- 2020年2月、国際ロシア民族楽器フェスティバルに出演（モスクワ）。その様子はNHKのWEBニュースで取り上げられる。

## ディスコグラフィ

### アルバム
- Sounds of Balalaika 〜Purologue〜（2007年、自主制作）
- BALALAIKA（2010年、音楽センター）
- BalalaiQuartet-ばららいかるてっと-（2013年、音楽センター）
- Balalaika Concerts（2017年、自主制作）
- 心さわぐ青春の歌 ～russian instrumental music（2018年、音楽センター）

### DVD
- Sho Kitagawa Balalaika Concert in X'mas（2009年、北川記念ロシア民族楽器オーケストラ）

### 参加CD
- ヘタリア キャラクターCD II  Vol.7 ロシア（2013年9月）
- 神さまの言うとおり オリジナル・サウンドトラック（2014年11月）

## 出演
テレビ
- 徹子の部屋 （2010年2月18日、2018年4月18日 テレビ朝日）
- クラシックミステリー 名曲探偵アマデウス （2010年4月8日 NHK総合テレビ）
- ありがとッ！（2013年10月8日 テレビ神奈川）
- ムジカ・ピッコリーノ （2014年7月5日 NHK教育テレビ）
- うたコン（2016年6月7日、2018年3月20日 NHK総合テレビ ）
- おんがく交差点（2017年12月23日 テレビ東京・BSテレ東）
- めざましテレビ（「キラビト」（2019年10月9日 フジテレビ）
- Direct Talk（2019年11月25日 NHK WORLD-JAPAN）
- 国際報道2020「HUMAN」（2020年3月20日 NHK BS1）
- NHKニュースおはよう日本（2020年4月18日 NHK総合テレビ）
- ロシアゴスキー（2020年5月6日 NHK教育テレビ）

ラジオ
- 吉田照美 ソコダイジナトコ（2012年1月27日 文化放送）
- FM茶笛（2013年6月14日）
- 大江戸ワイド Super Saturday（2013年9月14日、2014年1月25日・2月1日・12月27日、2019年6月8日・10月5日 レインボータウンFM）
- ガットの調べ-北川翔のバラライカ-（2015年5月9日（土） NHK FM）
- ハロー！アイレディオ（2019年1月8日 ラジオ日本）
- 彩たまの音（2019年5月20日 NHK埼玉放送局）
- 久米宏 ラジオなんですけど（2019年 9月28日 TBSラジオ）
- XOXO〜Hugs & Kisses（2021年1月12日 FM-Niigata）

新聞
- 毎日新聞夕刊「人模様:ロシア民謡の魅力伝えたい 北川翔さん」（2013年8月26日）
- しんぶん赤旗（2015年10月2日）
- 日本経済新聞朝刊・文化面（2015年10月14日）